# Rara (álbum)
Rara es el primer álbum de estudio de la actriz y cantante argentina de indie pop y world music Juana Molina. Este material debut fue producido por Gustavo Santaolalla en 1996.

## Historia
Luego de haberse retirado de la actuación de manera súbita, en el apogeo de su carrera en televisión y después de quedar embarazada en 1994, Juana decide finalmente retomar su postergada carrera como músico y compositora y así es como escribe, compone y crea la música, para su primer disco entre 1995 y 1996. El ya por entonces prestigioso Gustavo Santaolalla fue el productor de su primer trabajo discográfico y en 1996, sale a la venta Rara. El álbum fue grabado solo con una guitarra acústica y un teclados; generando una atmósfera folk. El primer corte de difusión, «Solo en sueños», fue el único tema del álbum que tuvo un videoclip oficial.
Los críticos locales dijeron que "Rara", era como un proyecto paralelo caprichoso e insistió con su retórica de por qué había cambiado de carrera en la cima de su éxito en la televisión. Juana recuerda entrevistas para los grandes y principales periódicos que prácticamente no incluyeron nada del contenido del álbum, y en las que solo le preguntaban por su decisión de cancelar el show. Las estaciones de radio no emitían sus canciones y las tiendas de discos no tenían el álbum a la venta.
Juana igual hizo algunas presentaciones en Argentina para promover el disco y cuenta que al principio tenía mucho pánico y que tenía miedo de olvidarse las letras de las canciones o de quedarse en blanco, sumado a esto cuenta que en varias de las primeras presentaciones, iban a verla una gran cantidad de espectadores, pero cuando se encontraban con ella y una guitarra, no veían la conexión de Juana con la música y muchas veces se iban y quedaba la mitad de la sala vacía o en otros casos, en plena presentación, pedían que haga algún personaje de Juana y sus hermanas, lo que hacía que Juana no se sintiera muy cómoda al principio.

## Crítica
El álbum no tuvo buenas críticas por parte del público y ni de la prensa, que en su mayoría solo resentía el abandono de Molina por la actuación. Abatida por las críticas negativas y la pobre difusión de su trabajo, Juana quedó enredada en marañas de contratos y cambios de compañías (MCA pasó a ser parte de Universal de Estados Unidos; Santalaolla abrió su propio sello discrográfico); rescindió contrato con MCA y como en Argentina no pasaba nada con su música, compró las copias de 'Rara' que MCA nunca había distribuido y se fue a Los Ángeles, con su hija y marido, donde unos amigos le habían dicho que las canciones de 'Rara' estaban siendo muy difundidas en una radio de ese ciudad.
Durante su tiempo en Los Ángeles, se familiarizó con los teclados, sintetizadores y efectos de distorsión. Estas herramientas le proporcionaron la posibilidad de tratar de aproximarse a esos sonidos misteriosos y encantadores que grababa de la radio en París.

## Lista de canciones
Todas las canciones escritas y compuestas por Juana Molina. 
| N.º | Título                             | Duración |  |
| 1.  | «Ella en su cuaderno»              | 03:42    |  |
| 2.  | «En los días de humedad»           | 03:20    |  |
| 3.  | «Vergüenza es robar Y que lo vean» | 04:27    |  |
| 4.  | «Se hacen amigos»                  | 03:46    |  |
| 5.  | «Hoy supe»                         | 03:06    |  |
| 6.  | «Rara»                             | 03:08    |  |
| 7.  | «Sólo en sueños»                   | 06:00    |  |
| 8.  | «Pintaba»                          | 04:50    |  |
| 9.  | «Buscá bien y no molestes»         | 04:20    |  |
| 10. | «Antes»                            | 03:25    |  |

## Personal
- Juana Molina: voz y guitarra acústica
- Mariano Domínguez: bajo
- Martín Ibarburu: batería
- Ricardo Bianchi: guitarra eléctrica